# Ярін
Ярін (араб. يارين) — село на півдні Лівану в районі Тір провінції Південний Ліван. Знаходиться на кордоні з Ізраїлем. Через кордон розташоване арабське поселення Араб-ель-Арамше.
| Ліван | Це незавершена стаття з географії Лівану. Ви можете допомогти проєкту, виправивши або дописавши її. |